# Суха Долина (Пряшів)
Суха Долина (словац. Suchá Dolina) — село в окрузі Пряшів Пряшівського краю Словаччини. Площа села 6,12 км². Станом на 31 грудня 2016 року в селі проживало 196 жителів.
В селі знаходиться католицька церква.

## Історія
Перші згадки про село датуються 1330 роком.

## Населення
| Рік:            | 1994. | 2004.    | 2014.   | 2024.   |
| --------------- | ----- | -------- | ------- | ------- |
| Кількість осіб: | 229   | 198      | 190     | 196     |
| Різниця:        |       | -13,53 % | -4,04 % | +3,15 % |

| Рік:            | 2023. | 2024.   |
| --------------- | ----- | ------- |
| Кількість осіб: | 202   | 196     |
| Різниця:        |       | -2,97 % |